# Alice Baskerville
Alice Baskerville (アリス, Arisu Basukaviru) es la heroína y coprotagonista, del anime y manga Pandora Hearts. Uno de los personajes más importantes de la historia, sus seiyus son Ayako Kawasumi (anime), y Yukari Tamura (Drama CD).
Su primera aparición se da cuando Oz encuentra el reloj en la tumba sin nombre, pues al tomarlo entre sus manos puede verse a sí mismo en una habitación llena de muñecas en donde una niña le dice que jamás va a perdonarle. Más adelante, cuando los Baskerville intervienen en la ceremonia de mayoría de edad de Oz, Alice lucha en contra de ellos bajo la forma de B- Rabbit (Conejo Negro manchado de sangre/ Conejo negro de los ojos rojos), pero al ser derrotada promete esperar a que Oz sea arrojado al Abismo para volver a encontrarse con él. 
Ya en el Abismo Alice persuade a Oz para que formalice un contrato con ella, ya que al ser la Cadena más poderosa del Abismo no puede utilizar todo su poder para escapar de esa prisión, por lo cual cree que al obtener un contratista ambos podrían abrir un camino entre el Abismo y el mundo normal. Su único objetivo es el de recuperar sus recuerdos, pues lo único que sabe de sí misma es que su nombre es "Alice", y para obtenerlas Oz se une a la Organización Pandora (aunque también lo hizo para que Break dejara de atacarla), la cual los envía a diferentes misiones en donde se ven involucrados contratistas ilegales como ella y Oz para que ambos tomen consciencia del tipo de relación que tienen y de los riesgos que presenta. 
Conforme avanza la historia comienza a abrirse más hacia los otros personajes, especialmente con Oz (esto puede verse cuando se preocupa por la salud de Oz cuando él usa sus poderes). En el capítulo 41 del manga muerde la mejilla de Oz para hacerlo sentir mejor (confundiendo ese gesto con un beso) y en el 60, al verlo desanimado, llega a derribarlo para "morderlo". 

## Historia
Alice es una de las hijas gemelas de Lacie y Levi Baskerville, las cuales nacieron en el Abismo después de que su madre fuera arrojada en él como un sacrificio por su hermano, Oswald. Un mes después de la muerte de Lacie, el Abismo arrojó al mundo normal a una de las niñas, ligeramente crecida, a quien en un principio Levi y Oswald se encargan de criar hasta la muerte de Levi. Cuando ella se encontraba en su cuerpo solía usar vestidos y zapatos de colores oscuros, pero cuando se trataba de la Voluntad del Abismo estos eran de colores claros. Su mayor tesoro era un conejo negro de felpa al que llamó "Os" por deferencia a Oswald, aunque Levi la corrigió explicándole que la verdadera forma de escribirlo era "Oz". Este muñeco estuvo con las gemelas desde el principio, pues Lacie se lo llevó al Núcleo del Abismo para que no estuviera solo, y este último terminó por darle vida aunque Alice, la Voluntad del Abismo, y posteriormente Jack, eran los únicos que sabían que estaba vivo.
Poco tiempo después de que saliera del Abismo, Jack Vessalius comenzó a visitarla debido al gran parecido físico entre ella y Lacie, y pronto se volvieron amigos. A pesar de querer a Jack, él no pudo engañarla acerca de sus deseos de "Enviar el mundo que Lacie tanto amó al Abismo para que estuviera con ella para siempre", lo que sí pudo lograr con su gemela, a quien convenció de que lo único que él quería era fusionar ambas dimensiones a fin de poder visitar su cuerpo físico. Durante la tragedia de Sablier le tendió una trampa a Jack vistiéndose de blanco, como su hermana, para que él creyera que se encontraba con la Voluntad del Abismo y le recriminó el que las hubiera utilizado para sus propios fines. Al descubrirse como Alice, le recriminó por el dolor que había y estaba causando en su Cadena, Oz el B-Rabbit, el cual no dejaba de llorar por todo el daño que le habían obligado hacer, y le juró que jamás le perdonaría por todo lo que había hecho. Cuando Jack, impelido por la urgencia de entrevistarse con la otra Alice, la llamó, y al sentir la fuerza de su hermana para hacerla a un lado de su propio cuerpo, Alice toma unas tijeras y con ellas se suicidad, decidida a proteger a Oz y a la Voluntad del Abismo de los planes de Jack.
Alice despierta en un lugar en el cual ella y su hermana solían encontrarse a menudo para platicar entre ellas, y descubre que la Voluntad del Abismo llora su muerte y lamenta haber perdido la cabeza por las promesas Jack. Ambas deciden que, para salvar el equilibrio entre las dos dimensiones, debían destruir los recuerdos de la Alice blanca, y aprovechan que Jack se encuentra al lado del cuerpo muerto Alice para que ella pase a través de él para llegar a Oz el B-Rabbit, tomando los poderes de este. Estuvo a punto de destruir las memorias de la Voluntad del Abismo, pero el Núcleo del Abismo impidió que su contenedor fuera dañado, por lo cual Alice fue la que perdió sus recuerdos y no su hermana. Dado el poder de B-Rabbit, el Núcleo del Abismo selló la mayor parte de este para que Alice no fuera destruida.
Tiempo después, durante el enfrentamiento de Oz con Leo mientras Pandora es atacada por los Baskerville y el Duque Barma revela las verdaderas intenciones de Jack Vessalius (encontró pruebas en el diario de su antepasado Arthur Barma que Jack no era el héroe de Sablier, sino el instigador de la tragedia), Jack toma el control del cuerpo de Oz (que en realidad es el propio) y utiliza los poderes de B-Rabbit para destruir a aquellos que se interponen en su camino, Alice entre ellos. Para protegerla, Oz decide romper su contrato, y al haber perdido el contenedor de B-Rabbit, Alice no tiene más remedio que volver hacia donde su hermana, pues ya no tiene ningún cuerpo que le permita estar en otro lugar. La Voluntad del Abismo, feliz por tenerla a su lado y triste por el rumbo que han tomado (nuevamente) los hechos, decide regresarle sus memorias, haciendo que recuerde todo.

## Alias
También conocida como Bloodstained Black Rabbit (血染めの黒ウサギ, Chizome no Kuro Usagi, Conejo Negro Manchado de Sangre/ Conejo negro de los ojos rojos) o simplemente B-Rabbit ( ビーラビット, Bi-Rabitto). También es el Chain de Oz.

## Apariencia
En su forma humana, Alice tiene la apariencia de una chica de 13 años, mide 1.50 m, sus ojos son de color violeta y su cabello es castaño y largo hasta los tobillos, con una pequeña trenza en cada lado de su cabeza. Viste un abrigo rojo con motivo de rombos blancos, falda negra, botas blancas y un lazo alrededor de su cuello. Su forma de Cadena es la de un enorme conejo de pelaje negro, ojos rojos y colmillos; entre sus manos tiene una enorme guadaña con un reloj similar al de Jack y Oz enrollado a su alrededor, viste el mismo abrigo que en su forma humana, y en lugar de falta lleva pantalones cortos. 

## Personalidad
Tiene una personalidad Tsundere, es alegre, extrovertida y le gusta molestar a los demás. Al principio se muestra fría con Oz pero a medida que se desarrolla la historia se va abriendo más a él. También le gusta molestar a Gilbert llamándolo "Cabeza de Algas", pero de a poco se empiezan a llevar bien.
Adora comer carne y tiene una extraña debilidad por ponerles sobrenombres a las personas. Se irrita con demasiada facilidad y, aunque aparenta poseer un carácter fuerte, en realidad es fácil herirla ya que posee un lado suave. Es arrogante y confía demasiado en su fuerza, siempre dice lo que piensa sin tener en cuenta las consecuencias. Detesta cuando Oz la deja sola, pues recuerda lo mal que la pasaba en el Abismo sin más compañía que la voz de la Voluntad del Abismo que la atormentaba, pero para ocultarlo finge irritación diciéndole: "Estoy en un contrato contigo. Tú eres mi sirviente, y como un sirviente, ¿en qué estabas pensando, cuando me dejaste sola?" o "Cállate".

## Habilidades y Competencia
Es la Cadena más poderosa del Abismo, y por razones que más adelante se revelan en el manga, Alice posee la habilidad de poder adoptar una forma humana. Es tan poderosa que el Núcleo del Abismo restringió gran parte de sus poderes mientras se encontraba en el interior del mismo, pues de otro modo se habría destruido a sí misma. 

## Relaciones
Ella es fría con Oz (al principio), después se va abriendo con el y teniendo sentimientos por este.
Al principio se lleva mal con Gilbert, pero a medida que avanza la historia se hacen buenos amigo pues, cuando Oz pierde el control de sus poderes, Alice le ayuda y Gilbert le da las gracias acariciándole la cabeza, haciendo que esta se ponga contenta, también en un capítulo extra del manga cuando Gil pierde su brazo ella llora porque este no podrá preparar la carne que tanto le gusta y él le dice que no se preocupe pues, intentara cocinar con un solo brazo.
Por otra parte Alice se lleva bien con Oswald, pero la voluntad del abismo le odia.

## Curiosidades
- Tiene un gran parecido con su hermana gemela (exceptuando el color del cabello), Lacie y Claudia de Crimson Shell (excepto por el cabello negro y los ojos rojos de estas últimas).

- La relación rojo/blanco entre Alice y la Voluntad es similar al de las reinas Roja y Blanca de A través del Espejo.

- Mientras estaba con vida, Alice intercambiaba su cuerpo con su hermana, haciendo referencia al episodio en donde la Oruga le pregunta a Alice que quién era ella, lo que la niña no pudo responder diciendo que no sabía pues había cambiado muchas veces durante ese día.

- Datos: Q5668674